# Steeltown
Steeltown är rockgruppen Big Countrys andra album från 1984. Det blev 1:a på den brittiska albumlistan och nådde 70:e plats i USA. "East of Eden" blev den största hiten från albumet. Skivan spelades in i Polar Studios i Stockholm.

## Låtlista
1. "Flame of the West" - 5:01
2. "East of Eden" - 4:29
3. "Steeltown" - 4:39
4. "Where the Rose Is Sown" - 4:58
5. "Come Back to Me" - 4:35
6. "Tall Ships Go" - 4:38
7. "Girl With Grey Eyes" - 4:47
8. "Rain Dance" - 4:19
9. ”The Great Divide" - 4:50
10. "Just a Shadow" - 5:38